# Супангкат, Джим
Супа́нгкат, Джим (индон.  Supangkat, Jim ) (2 мая 1948, Макасар) — индонезийский скульптор, художник, искусствовед, представитель направления «Новая живопись». Полное имя Джим Абияса Супангкат Силаен (индон.  Jim Abiyasa Supangkat Silaen). Наиболее известные работы: «Объявление» (картина), «Церковный крест» (скульптура), «Кен Дедес» (картина).

## Краткая биография и творчество
Начал рисовать самостоятельно с 1966 года, и особенно после вступления в «Мастерскую деятелей культуры» Бандунга. В 1975 году окончил факультет изобразительного искусства и дизайна Бандунгского технологического института и сразу же привлёк к себе внимание своей скульптурой Кен Дедес, легендарной царицы средневекового яванского царства Сингасари. Голова и плечи «Кен Дедес» следовали классическому стилю той эпохи (копировали известную, хранящуюся в одном из голландских музеев статую царицы), но от груди до ног фигура имела форму прямоугольного ящика, на гранях которого было нарисовано — в стиле рисунков комиксов — остальное тело. Классическая Ява была как бы пересажена в западную вульгарность, но не вступает с нею в подлинный контакт. Славное прошлое присоединено к презренному настоящему.
В 1975—1977 гг. был художественным редактором популярного журнала «Актуил», в 1979 — редактором журнала «Заман» (Эпоха), в 1984—1992 гг. — редактором журнала «Темпо» (Время). Преподавал курс архитектуры в Богорском сельскохозяйственном институте (Богор).
В 1989 он вместе с другими художниками представил инсталляцию «Безмолвный мир», посвящённую теме СПИД’а. Инсталляция имела форму больничной палаты, заполненной койками и забинтованными с головы до ног больными, позы которых выражали бессилие. Палата была отгорожена стеклянной стеной, усиливающей ощущение изолированности фигур. Статистические данные об умерших от СПИД’а были выведены красным — словно написаны кровью.
Организатор и участник художественных выставок за рубежом: Сан-Франциско (1991), Амстердам (1993), Йоханнесбург (1995) и Брисбен (1996). Один из основателей Джакартского института искусств (Jakarta Institute of Art, 1991). С 2003 года куратор CP Biennale в Джакарте.
Перу Супангката принадлежат несколько книг по искусству Индонезии, в том числе о творчестве скульптора Сидхарты и художника Ньомана Нуарты.

## Награды
- Премия принца Клауса (1997, Нидерланды)

## Семья
- Жена Алче Улли Сумихар Хасудунган (с 1980 г.) (индон.  Altje Ully Sumihar Hasudungan)
- Две дочери Ардеа Рема Сикхар (индон. Ardea Rhema Sikhar) и Аванти Анггиа Сармариа индон. Avanti Anggia Sarmaria).

## Публикации
- 1975. Seni Rupa Baru Indonesia (редактор)
- 1995. Lukisan, patung dan grafis G. Sidharta, , pen. Rekamedia Multiprakarsa
- 1997. Indonesian modern art and beyond, Indonesia Fine Arts Foundation
- 1999. Entang Wiharso, Bentang Budaya,
- 2001. Nyoman Nuarta,
- 2002. Bunga Jeruk, Edwin’s Gallery,
- 2005: Urban/Culture
- 2005: Provocative bodies, interpreting the works of Mochtar Apin, 1990—1993, with Mochtar Apin.
- 2005: Gregorius Sidharta Sugijo : figurative works (совместно с I Wayan Sukra, Lita и Arif B Prasetyo)
- 2006. Seni Serat Biranul Anas (совместно с Rizki Akhmad Zaelani)
- 2008: Self & reality Josephine Linggar, Nus Salomo, Davy Linggar (совместно с Mia Maria, Adi Setiadi и Linggarseni)
- 2009. Qi Zhilong 19922009 (совместно с Li Xianting, Qi Zhilong)
- 2009: Emmitan Gallery & ArtSocietes present solo exhibition of Willy Himawan : Fusion of Paradoxes, Emmitan Gallery
- 2010: Pleasures of Chaos, Inside New Indonesian Art (совместно с Primo Giovanni Marella).
- 2010: Love me or die: Entang Wiharso (совместно с Arif Suryobuwono и Christine E Cocca).
- 2011: Chusin’s realistic painting: a thesis (совместно с Henny Rolan), National Gallery, Jakarta
- 2011: Edopop (совместно с A Anzieb, Henny Cecilia Rolan и Rachel Saraswati).